# Terre de Witt
Pour les articles homonymes, voir de Witt.

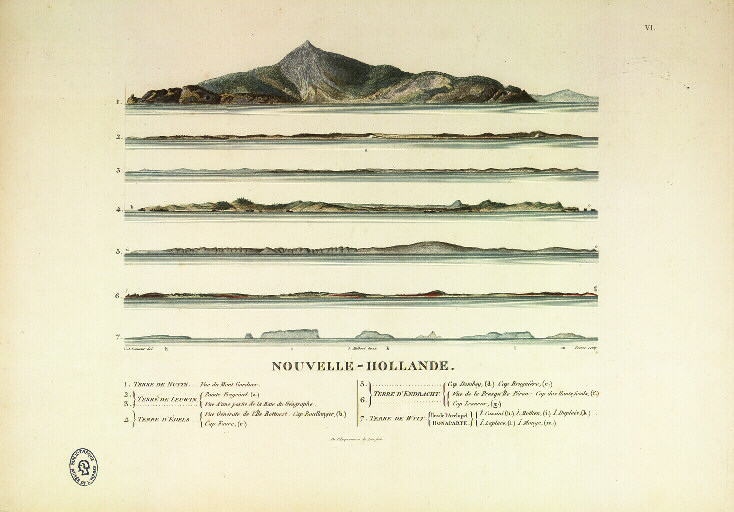
Illustration du Voyage de découvertes aux terres australes représentant différentes côtes de la Nouvelle-Hollande, parmi lesquelles certaines situées en Terre de Witt.

Terre de Witt est le nom que l'on donnait autrefois en français à une région côtière de l'Australie alors que cette dernière était encore appelée Nouvelle-Hollande. Délimitée par la terre d'Endracht au sud-ouest et par la terre de Dampier à l'est, elle occupait la partie centrale du littoral nord de l'actuelle Australie-Occidentale et s'étendait donc sur des rivages relevant aujourd'hui du Pilbara et du Kimberley.